# Johannes V. Schwan
Johannes V. Schwan (* in Volkach; † 19. April 1540) war von 1534 bis 1540 Propst des Augustinerchorherrenstiftes in Heidenfeld.

## Heidenfeld vor Schwan
Die Zeit vor Propst Johannes V. war in Heidenfeld von den Auseinandersetzungen im Deutschen Bauernkrieg geprägt. Im Jahr 1525 zogen um die 4000 Bauern durch die Klosterdörfer und raubten Vieh. In Heidenfeld wurden die Getreidespeicher und Weinkeller geleert und die Baulichkeiten des Stiftes angezündet. Propst Nikolaus Sturm begann nach der Niederschlagung des Aufstandes sofort mit dem Wiederaufbau der Baulichkeiten, allerdings musste er sich hierzu Geld leihen.

## Leben
Johannes Schwan wurde am Ende des 15. Jahrhunderts bzw. Anfang des 16. Jahrhunderts in der fränkischen Stadt Volkach geboren. Über die Jugend und die Familie des späteren Propstes ist fast nichts bekannt. Eventuell entstammte er der Volkacher Familie Schwan, die als Besitzer des ältesten Gasthofes der Stadt, der „Schwane“, großes Ansehen in Volkach genoss. Schwan besuchte vielleicht die Volkacher Lateinschule, um später eine geistliche Laufbahn einzuschlagen.
Schwan wurde Chorherr in Heidenfeld und stieg innerhalb des Stiftes schnell auf. Als im Juli 1534 Propst Nikolaus Sturm starb, wurde eine Wahl notwendig, aus der Johannes Schwan als Sieger hervorging. Er begann schnell die Schulden seiner Vorgänger zu tilgen und das geliehene Geld zurückzuzahlen. Gleichzeitig gelang es Schwan wieder vermehrt junge Mitglieder für den Konvent zu gewinnen. So gab es 1535 sechs Weihekandidaten in Heidenfeld. Am 19. April 1540 starb Johannes V. Schwan.